# San Pietro Vernotico
San Pietro Vernotico é uma comuna italiana da região da Puglia, província de Brindisi, com cerca de 15.019 habitantes. Estende-se por uma área de 46 km², tendo uma densidade populacional de 327 hab/km². Faz fronteira com Brindisi, Cellino San Marco, Squinzano (LE), Torchiarolo.

## Demografia
| Variação demográfica do município entre 1861 e 2011                               |
|                                                                                   |
| Fonte: Istituto Nazionale di Statistica (ISTAT) - Elaboração gráfica da Wikipedia |